# Eutropis cumingi
Eutropis cumingi är en ödleart som beskrevs av  Brown och ALCALA 1980. Eutropis cumingi ingår i släktet Eutropis och familjen skinkar. Inga underarter finns listade i Catalogue of Life.